# 黄鞠故居
黄鞠故居，是位于中国福建省宁德市蕉城区霍童镇石桥村的一个清代古建筑，2018年2月入选蕉城区第十批文物保护单位。
黄鞠故居占地面积约3844平方米，始建于唐朝开元十二年，清朝顺治十三年（1656年）、光绪五年（1880年）两次重修，1999年有修缮，有门楼、姑婆宫、黄鞠祠堂等结构，故居建筑坐北朝南，前后二进、五开间，门楼为重檐歇山顶。